# Wilhelm Heyden
Wilhelm Carl Christian Heyden (* 4. Oktober 1844 in Hamburg; † 7. Juli 1932 ebenda) war ein deutscher Jurist, Journalist, Historiker und Politiker.

## Leben
Heyden besuchte das Johanneum und studierte später in Heidelberg, Berlin und Göttingen Rechtswissenschaften. Nach seiner Promotion wurde er am 29. April 1867 in Hamburg als Advokat immatrikuliert und war als solcher bis 1885 zugelassen. Neben seiner anwaltlichen Tätigkeit arbeitete er auch als Redakteur für Hamburger Staatsangelegenheiten für den Hamburgischen Correspondenten. 1885 wurde Heyden Sekretär der Hamburgischen Bürgerschaft und des Bürgerausschusses als Nachfolger des verstorbenen Carl Hermann Eberstein. Ab 1912 hieß seine Amtsbezeichnung Syndikus der Bürgerschaft. Heyden wurde am 1. Juli 1920 pensioniert. Von 1877 mit Unterbrechungen bis 1892 war Heyden protokollführender Direktor der Hamburger Sparkasse von 1827. Er gehörte ab 1881 dem Verein für Hamburgische Geschichte, zwischenzeitlich auch als Vorstand, an und hat einige historische Abhandlungen in der Zeitschrift des Vereins für Hamburgische Geschichte veröffentlicht.

## Schriften
- Die Hamburger Sparkasse von 1827. Verlag O. Meissner, Hamburg 1893.
- Die Entwicklung des politischen Wahlrechts in Hamburg. Verlag H. Ph. Birkmann, Hamburg 1894.
- Die Mitglieder der Hamburger Bürgerschaft. 1859–1862. Hamburg 1909.